# گابریل اندروز (بازیگر)
گابریل اندروز (انگلیسی: Gabriel Andrews؛ زادهٔ) بازیگر اهل استرالیا است.
از فیلم‌ها یا مجموعه‌های تلویزیونی که وی در آن‌ها نقش داشته‌است، می‌توان به زاتوپک، همه قدیسین و خانه و دوری اشاره نمود.